# ART OF LIFE
| 専門評論家によるレビュー | 専門評論家によるレビュー |
| レビュー・スコア         | レビュー・スコア         |
| 出典                     | 評価                     |
| ------------------------ | ------------------------ |
| Sputnikmusic             | [ 1 ]                    |

『ART OF LIFE』（アート・オブ・ライフ）は、日本のロックバンドX JAPANが1993年8月25日にリリースしたスタジオ・アルバムであり、収録曲のタイトルである。
当初はアルバム『Jealousy』に収録し、2枚組として発表する予定であったが、レコーディング中にYOSHIKIが倒れたことや、TOSHIのレコーディングが難航、ソニーの上場問題が絡んだ時間的制約から「ART OF LIFE」の収録は見送られ、レーベルを移籍後にミニ・アルバムとしてリリースされることになった。そのため、制作を開始してからアルバムが世間に発表されるまでに3年7か月を要した。
本作は「Say Anything」の第2章という位置づけであり、同曲終盤でのYOSHIKIの語りのあとに本作に繋がるという設定となっている。
「Say Anything」がアルバムの最後のトラックに収録されているのは、前記の通り「Jealousy」が本作と2枚組でのリリースを念頭に置いていたためである。
演奏時間が約30分という長編作であり、ロックをベースにクラシック音楽的要素、ピアノ・ソロなどで構成されている。歌詞は全て英語であり、YOSHIKIの半生をモチーフとした内容となっている。ジャケット・カバーで使われている頭部X線写真もYOSHIKI自身のものである。
初動売上で30万枚以上、最終的な累計売上は60万枚を超えるヒット作となった。なお、日本における正式な収録曲が1曲のみのCDアルバム（音楽作品）の売上としては歴代1位である。

## 制作
1989年11月22日の「Rose & Blood Tour」渋谷公会堂公演の直後に過労性神経循環無力症で倒れたYOSHIKIが、その静養中にサビの部分を作曲し、「Rose & Blood Tour」終了後の1990年6月の作曲合宿中に打ち込みとピアノ・ソロ部分の生ピアノによる楽曲全体のデモ・テープを完成させた。当初付けられていたタイトルは「LIFE OF ART」であった。サビを作曲した段階ではバラードを想定していたが、作曲の過程で組曲となった。
自らの生涯を描くにあたって、小学校2年で初めて買ったレコードであるシューベルトの交響曲第8番ロ短調「未完成」をとり入れることが構想段階でまとまっていた。そのため、「未完成」のフレーズが曲中に多く使われている。
1990年11月24日にアルバム『Jealousy』のレコーディングで渡米したが、同年12月3日にYOSHIKIが首の骨の異常からくる激痛に襲われたため「ART OF LIFE」を含めたドラムのレコーディングはすべて首にギプスを装着した状態で行われた。「ART OF LIFE」のドラムのレコーディングは1991年2月に3日間かけて行われた。その後『Jealousy』の締め切りが前倒しとなったため、『Jealousy』への収録が見送られた
「ART OF LIFE」の制作はボーカルテイクを除いたYOSHIKIによるドラム、HIDE・PATAによるギター、TAIJIによるベースのOKテイクを残し1年半後の1992年9月まで中断となった。さらに、ベースのTAIJIが翌年に脱退した為、ベースのパートはHEATHによって録り直された。
冒頭のピアノ・パートはYOSHIKIがギターのレコーディング中にピアノのフレーズが頭に浮かんだため、急遽そのスタジオの隅にあった、埃を被り、微妙にチューニングが狂った古いスタインウェイで弾いたものを仮テイクとして録ったものが使われている。その後、同じフレーズを正式にチューニングが整ったピアノで収録する予定であったが、仮テイクのものにリバーブを深くかけたところデチューン具合が良好であったため、そのまま採用された。また中盤のインプロビゼーションによるピアノ・ソロも、デモ・テープ用に日本でレコーディングした最初のテイクをそのまま採用している。
ソロ・ギターはHIDE、リズム・ギターはPATAが担当した。ソロ・ギターのフレーズはHIDEが作ったものをYOSHIKIが譜面に起こし、オーケストラと絡める構成にした。リズム・ギターのレコーディングは1992年9月から約1週間に渡ってエンタープライズ・スタジオで行われ、エンジニアはスタン片山が担当した。ツイン・ギターのフレーズはYOSHIKIが作り、両パートともHIDEが弾いている。HIDEは初めてレコーディングでサスティナー搭載ギターを使用した。
Toshlは1992年9月-10月の2か月間に渡って仮歌を録り、本番テイクのヴォーカル・レコーディングには1992年の11月から翌1993年の6月までの8か月を費やした。
オーケストラ・パートは1992年10月に56名のロイヤル・フィルハーモニー管弦楽団がロンドンのアビー・ロード・スタジオで演奏した。これまでオーケストラの収録はリハーサルなしで行っていたが、「ART OF LIFE」のアレンジは複雑であったため、2日間のリハーサル期間を設けている。
1993年7月7日のトラック・ダウン終了時にはYOSHIKIとToshlは感激のあまり号泣して抱き合い、その打ち上げではメンバー全員でYOSHIKIが所有するスタジオを破壊した。このことはスタジオのあるロサンゼルスでの一部タブロイド紙の地方版にも掲載されるなど、アメリカ音楽業界で話題になった。
マスタリングはニューヨークで行われたが、レコード会社への納品直前になってノイズが入っていることと、中音域のイコライジングに問題があることが判明したため、ロサンゼルスで急遽その晩にマスタリングがやり直された。

## ライヴでの演奏
『ART OF LIFE』発売前の1991年12月8日にNHKホールで行われた「X with オーケストラ」で、YOSHIKIがソロコーナーで演奏したものが初演となる。この時は中盤のピアノ・ソロ部分のみの演奏であった。その後1992年7月30日に行われた「YOSHIKI TALK LIVE at 日本武道館」で、YOSHIKIがピアノ協奏曲形式としてオーケストラと共演したものが初のフル演奏となった。この演奏は両方とも撮影、録音されていたが、2022年現在に至るまで商品化されていない。
X JAPANとしては1993年東京ドームの「日本直撃カウントダウンX JAPAN Returns」2daysにおいて本邦初公開となった。当初、この公演に合わせてYOSHIKIが初演の提案をしたものの、他のメンバーが実演は不可能であるとして反対した。しかし、後になって逆に演奏意欲が沸いてしまい、ほとんど唐突に演奏が決定したという。結果として、これが『ART OF LIFE』の唯一の全曲の実演となった（2daysのため、正確には2回）。メンバー全員が自分たちの楽曲であるにもかかわらず、ライヴの直前まで必死にコピーをしていた。ピアノ・ソロはYOSHIKIのみの演奏のため、後に一番大変なのは言いだした自分だったとYOSHIKI自身も語っている。
この曲に限ってはToshlですら恒例の観客への煽りも無く歌唱のみに集中しているほか、他のメンバーも長時間にわたる高速の演奏に集中せねばならないため、「珍しくXのメンバーが動いていない」という印象をYOSHIKIは語っている。この演奏は1998年3月18日に発売されたライヴ・アルバム『Art of life live』に収録されたほか、2008年2月29日に発売されたDVD『X JAPAN RETURNS 完全版 1993.12.30』『X JAPAN RETURNS 完全版 1993.12.31』にも収録された。YOSHIKIはこのコンサートでの「ART OF LIFE」にはあまりに思い出が多すぎたためにDVD化を躊躇していたことや、HIDEがこの楽曲の演奏に対してのアイディアを出していたことなどを2003年に語っていた。
再結成以降は、全曲の演奏は現実的に不可能であるとしてピアノのソロ前とソロ以降は別々の日に分けて演奏されるか、中盤のピアノ・ソロ以降のみが演奏されるようになった。2008年の『攻撃再開 2008 I.V.〜破滅に向かって〜』で、3月28日に前半部分が、30日は後半部分が15年ぶりに演奏され、亡きHIDEも3D映像（ホログラム）で参加した。

## 収録曲
1. ART OF LIFE — 29:00 （作詞・作曲:YOSHIKI　編曲:X JAPAN）

## パーソネル
| - レコーディング&ミキシング・エンジニア：         | |
| - アディショナル・エンジニア：                    | テッド・ブレイズデル、ジェフ・ディモリス、マイク・ギンク、 スティーブ・サイクス、ジミー・ホイソン、ジム・ファラチ、 フランシス・バックリー、スタン・カタヤマ                                                      |
| - アシスタント・エンジニア：                      | リック・ノーマン、フレッド・ケリー、ローランド・アルバレス、 チャド・ノーマン、マイク・ストック、ショーン・オドワイヤー、 ケン・デランテリエイジャン、ショーン・ローボトム、 タール・ミラー、アレックス・マルコウ |
| - ストリングス・アレンジ&オーケストレーション：   | ディック・マークス、シェリー・バーグ |
| - 指揮：                                          | ディック・マークス |
| - オーケストラ：                                  | ロイヤル・フィルハーモニー管弦楽団 |
| - ナレーション：                                  | ローリー・トライテル、ダイアナ・バロウズ、クリスティーナ・レーン |
| - MIDIプログラミング：                            | 稲田和彦 |
| - シンクラヴィア・プログラミング&オペレーション： | ジョエル・イワタキ、ケヴィン・E・マロニー |
| - ボーカル・コーチ：                              | ロジャー・ラヴ |